# Душка (деталь)

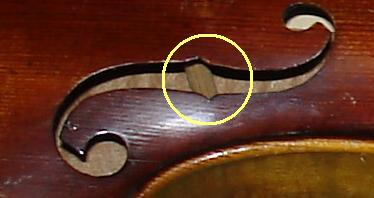
Душка, видная сквозь отверстие скрипичного эфа

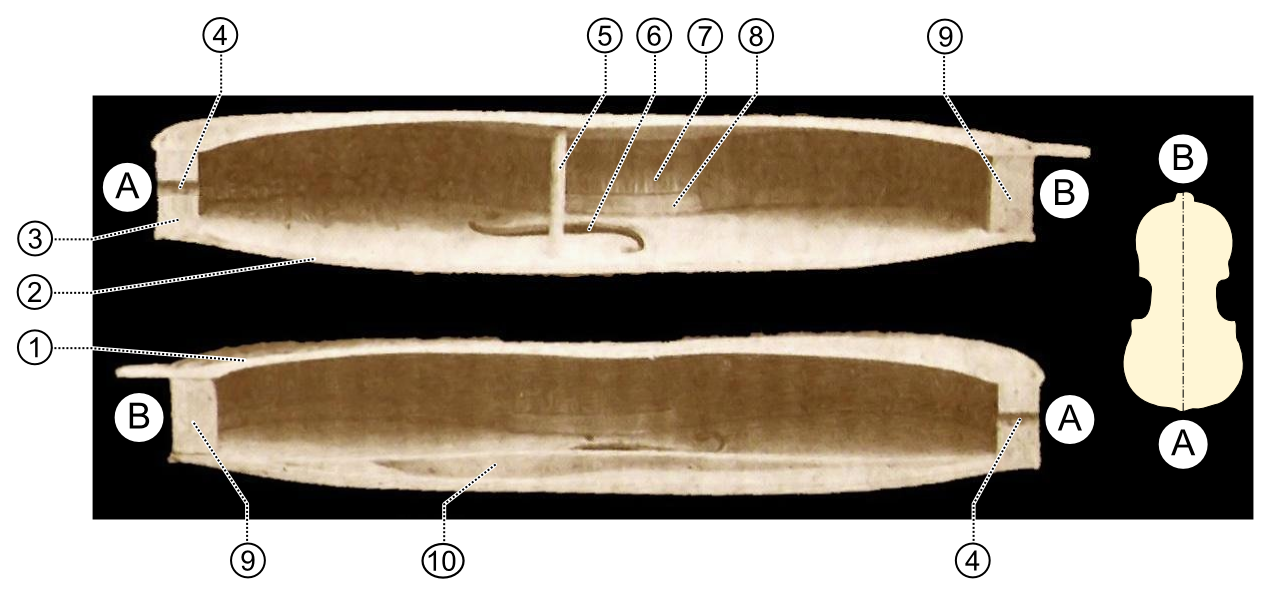
Корпус скрипки в продольном разрезе. Душка обозначена номером 5

Ду́шка — деталь смычковых музыкальных инструментов скрипичного семейства.
Представляет собой цилиндрический стержень со срезанными наискось торцами. От её размера и положения во многом зависит звучание инструмента.
Душка изготавливается из сухой несмолистой еловой древесины и помещается внутрь корпуса инструмента, позади правой ножки подставки. Устанавливается почти вертикально, без приклеивания, удерживаясь за счёт большей по сравнению с корпусом высоты, и слегка распирает деки, в которые упирается концами. Диаметр и длина душки зависят от инструмента; так, для скрипки диаметр составляет 5—6 мм, альта — 6—8 мм, виолончели — 8—14 мм, контрабаса — 20—22 мм.
Назначение душки — уравновешивать сопротивление корпуса давлению струн и передавать вибрацию с верхней деки на нижнюю. Без этой детали звук инструмента становится слабым и глухим.
Для установки и пригонки душки используются специальные инструменты, в частности, монтажная вилка. Душка должна плотно прилегать срезами к декам, стоять отвесно и твёрдо, не падая при сотрясениях корпуса, однако не слишком сильно распирать деки. Даже незначительное перемещение душки существенно влияет на звук, поэтому её регулированием можно компенсировать некоторые недостатки звучания.
Душка — одна из деталей инструментов скрипичного семейства, в наименьшей степени изменившихся на протяжении истории своего существования. Примечательно, что во многих языках её название связано со словом «душа» (фр. âme, итал. anima, исп. alma, пол. dusza); тот факт, что душку считали «душой» инструмента, показывает, насколько она важна для качественного звучания.